# Río Laguna Chica
El río Laguna Chica es un curso natural de agua que nace en la laguna Chica (Atacama) en las cercanías de la frontera internacional de la Región de Atacama y confluye con el río Laguna Grande, que viene del norte para formar el río Conay. Forma parte de la cuenca alta del río Huasco.: 457 

## Historia
Luis Risopatrón escribe sobre el río en su Diccionario jeográfico de Chile:: 457 
Laguna Chica (Río de la). Nace en la laguna Chica, corre hacia el SW, se junta con el río de La Laguna Grande i forma el río Conai del de El Tránsito; se encuentran vegas en todo su cajón.

## Población, economía y ecología
En su trayecto se encuentra la reserva Natural de los Huascosaltinos